# Seelenkapelle (Kempten)

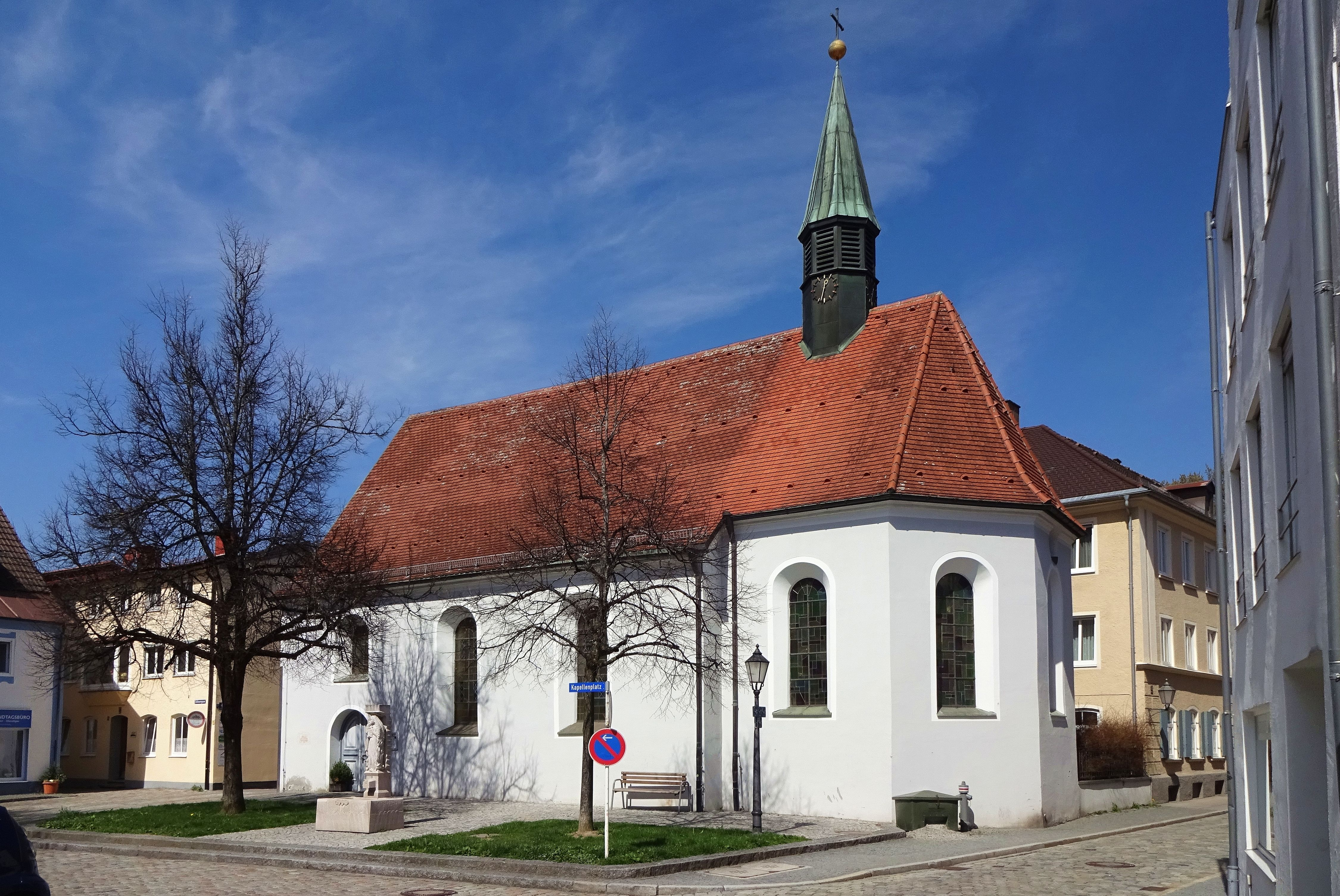
Seelenkapelle Kempten (2016)

Die Seelenkapelle ist eine in Kempten (Allgäu) stehende, katholische Kapelle. Die ehemalige Friedhofskapelle steht unter Denkmalschutz und wurde in barocken Formen unter Rupert von Bodman errichtet.

## Geschichte
Sie wurde 1680 als Friedhofskapelle auf dem Friedhof der Stiftsstadt gebaut. Dieser Friedhof ersetzte den Friedhof bei der alten Pfarrkirche St. Lorenz „uff'm Berg“, die im Dreißigjährigen Krieg zerstört wurde und auf deren Gelände ab 1651 die barocke St.-Lorenz-Kirche errichtet wurde.
Der Friedhof bei der Seelenkapelle wurde 1804, also bald nach der Säkularisation des  Fürststifts Kempten, aufgelassen. Er erstreckte sich westlich und nördlich der Kapelle und war von einer Mauer umgeben. Heute ist der nördliche Zug dieser Mauer noch im Gebäude Stiftsgartenweg 6 erhalten, dessen Abbruch allerdings geplant ist. Als Ersatz wurde zu Beginn des 19. Jahrhunderts der heutige Katholische Friedhof nördlich der Stiftsstadt angelegt.
Die Seelenkapelle war im Besitz der Pfarrei St. Lorenz und wurde lange Zeit für die Gottesdienste der italienischen Katholiken in Kempten genutzt. Vor einigen Jahren wurde sie an die Russisch-orthodoxe Kirchengemeinde verkauft und ist seitdem nur noch bei Gottesdiensten zugänglich.

## Beschreibung

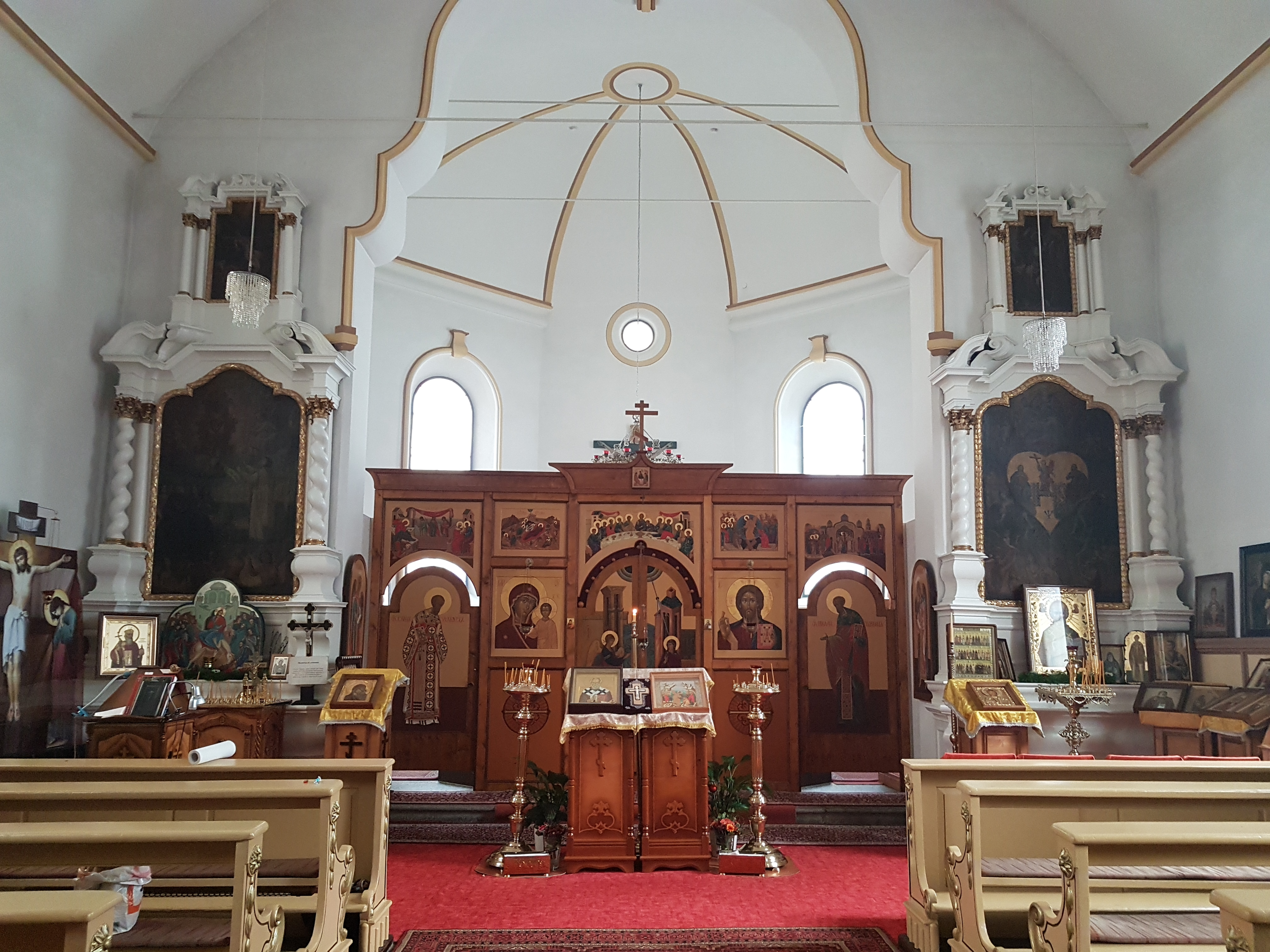
Innenraum

Bei der Seelenkapelle handelt es sich um einen einschiffigen Bau mit einem polygonalen Chor. In den Jahren 1929 bis 1930 wurde die alte Raumdecke durch ein Tonnengewölbe ersetzt. Auf dem Dach ist ein Dachreiter mit Glocke. Dieser befand sich ursprünglich auf der Westseite und wurde nach einem Brand auf der Ostseite der Kapelle neu errichtet. Südlich der Kapelle steht auf dem Platz ein Marienbrunnen des Bildhauers Hans Wachter.

## Ausstattung
Der Hochaltar der Kapelle stammt aus dem Jahr 1929/30. Die Seitenaltäre stammen aus 1700 und haben Altarblätter von Franz Benedikt Hermann, die sich auf die Armen Seelen beziehen. Auf dem nördlichen Bild ist eine Ansicht von der Seelenkapelle und ehemaligen Stiftskirche St. Lorenz zu sehen. Die Szene in dem südlichen Altarblatt zeigt die Anflehung der Heiligen Familie durch die armen Seelen. Die Altarauszug des nördlichen Seitenaltars zeigt den heiligen Laurentius, der südliche den heiligen Sebastian.
Die Gemälde sind aus dem 17. oder 18. Jahrhundert. Die drei Gemälde zeigen die Flucht nach Ägypten, die Kreuzigung und den heiligen Ambrosius.
An der Westwand befinden sich Wappengrabsteine mit folgenden Inschriften:
- Hofrat J. A. Moser, † 1722
- Veronika Moser
- J. J. Moser, † 1752
- Maria A. Th. Vorster, † 1695